# Trigon (nakladatelství)
Trigon je české nakladatelství.
Navazuje na tradici české esoteriky a západního esoterismu a bývá spojováno se společností Universalia a vůdčí osobností Vladislava Zadrobílka. Ten vystupuje pod pseudonymem D. Ž. Bor.